# Belisana gedeh
Belisana gedeh is een spinnensoort uit de familie trilspinnen (Pholcidae). De soort komt voor op Java. 